# ۱۶۸ (عدد)
۱۶۸ (عدد)
۱۶۸(صد و شصت و هشت) یک عدد طبیعی است که بعد از ۱۶۷ و قبل از ۱۶۹ قرار دارد.